# Amherst (Wisconsin)
Amherst is een plaats (village) in de Amerikaanse staat Wisconsin, en valt bestuurlijk gezien onder Portage County.

## Demografie
Bij de volkstelling in 2000 werd het aantal inwoners vastgesteld op 964.
In 2006 is het aantal inwoners door het United States Census Bureau geschat op 1010, een stijging van 46 (4,8%).

## Geografie
Volgens het United States Census Bureau beslaat de plaats een oppervlakte van
3,1 km², waarvan 3,0 km² land en 0,1 km² water. Amherst ligt op ongeveer 344 m boven zeeniveau.

## Plaatsen in de nabije omgeving
De onderstaande figuur toont nabijgelegen plaatsen in een straal van 16 km rond Amherst.